# Lista över Norges regentgemåler
Lista över Norges regentgemåler upptar de personer, som har varit gifta med Norges regenter under deras tid som regenter. Liksom i de flesta andra monarkier har man i den norska skiljt på drottning, som är gift med kungen, och regerande drottning, som själv är regent. Eftersom Norge endast har haft en regerande drottning (Margareta), som under sin tid som regent var ogift, finns det ännu ingen man på denna lista. Numera är den norska successionsordningen dock ändrad, så att regentens äldsta barn oavsett kön blir tronföljare, vilket ger möjlighet till fler kvinnliga regenter i framtiden. Den nuvarande tronföljaren är dock en man (kronprins Haakon), men hans äldsta barn är en dotter, så efter honom är det möjligt att Norge får en kvinnlig regent och därmed (om hon då är gift med en man) möjligtvis en manlig regentgemål. Då Norge från 1380 till 1814 var i union med Danmark och från 1814 till 1905 med Sverige var det under denna tid de danska och svenska drottningarna, som var Norges regentgemåler.

## Hårfagreätten
| Namn                            | Bild                                            | Gift med             | Födelse                     | Giftermål         | Blev regentgemål                     | Upphörde att vara regentgemål                      | Död          | Källor |
| ------------------------------- | ----------------------------------------------- | -------------------- | --------------------------- | ----------------- | ------------------------------------ | -------------------------------------------------- | ------------ | ------ |
| Gyda Eiriksdotter               |                                                 | Harald Hårfager      | ?                           | ?                 | 872 makens trontillträde             | ?                                                  | ?            |        |
| Ragnhild Eriksdotter            |                                                 | Harald Hårfager      | Cirka 870                   | ?                 | ?                                    | 897                                                | 897          |        |
| Gunhild Assursdotter            |                                                 | Erik Blodyx          | Cirka 910                   | ?                 | 933 makens trontillträde             | 935 makens död                                     | Cirka 980    |        |
| Tove av Danmark                 | Runsten som Tove lät resa till minne av sin mor | Harald Blåtand       | ?                           | 960-talet         | 970 makens trontillträde             | 985 eller 986 makens död                           | ?            |        |
| Sigrid Storråda                 |                                                 | Sven Tveskägg        | Cirka 960?                  | ?                 | ?                                    | ?                                                  | 1020?        |        |
| Tyri Haraldsdotter              |                                                 | Olav Tryggvason      | ?                           | Cirka 998         | Cirka 998                            | 9 september 1000 makens död                        | ?            |        |
| Swiatoslawa av Polen            |                                                 | Sven Tveskägg        | Cirka 968?                  | ?                 | ?                                    | 1014?                                              | 1014?        |        |
| Astrid Olofsdotter av Sverige   |                                                 | Olof den helige      | ?                           | Cirka 1019        | Cirka 1019                           | 1028 makens avsättning                             | Cirka 1035   |        |
| Emma av Normandie               |                                                 | Knut den store       | Cirka 988                   | Juli 1017         | 1028 makens trontillträde            | 12 november 1035 makens död                        | 6 mars 1052  |        |
| Elisabet av Kiev                |                                                 | Harald Hårdråde      | Cirka 1025                  | Vintern 1043/1044 | 1047 makens trontillträde            | 25 september 1066 makens död                       | Cirka 1067   |        |
| Ingrid Svensdotter              |                                                 | Olav Kyrre           | ?                           | Cirka 1067        | 1067 makens trontillträde            | 22 september 1093 makens död                       | ?            |        |
| Margareta Fredkulla             |                                                 | Magnus Barfot        | 1080-talet?                 | 1101              | 1101                                 | 24 augusti 1103 makens död                         | Cirka 1130   |        |
| Blathmin Ua Briain              |                                                 | Sigurd Jorsalafarare | ?                           | 1103              | 1103 makens trontillträde            | 1103 kvar på Irland, då maken återvände till Norge | ?            |        |
| Ingebjørg Guttormsdatter        |                                                 | Öystein Magnusson    | ?                           | ?                 | 1103 makens trontillträde            | 29 augusti 1123 makens död                         | ?            |        |
| Malmfrid av Kiev                |                                                 | Sigurd Jorsalafarare | Cirka 1105                  | 1116              | 1116                                 | 26 mars 1130 makens död                            | Efter 1137   |        |
| Kristin Knutsdotter             |                                                 | Magnus den blinde    | Cirka 1118                  | 1133              | 1133                                 | 1133 skilsmässa                                    | Cirka 1139   |        |
| Ingrid Ragnvaldsdotter          |                                                 | Harald Gille         | 1100-talets första årtionde | 1134              | 1134                                 | 14 december 1136 makens död                        | 1161         |        |
| Ragna Nikolasdotter             |                                                 | Öystein Haraldsson   | ?                           | ?                 | 1142 makens trontillträde            | Cirka 1157                                         | Cirka 1157   |        |
| Estrid Bjørnsdotter             |                                                 | Magnus Erlingsson    | ?                           | ?                 | 1161 makens trontillträde            | Cirka 1176                                         | Cirka 1176   |        |
| Margareta Eriksdotter           |                                                 | Sverre Sigurdsson    | ?                           | Cirka 1189        | Cirka 1189                           | 9 mars 1202 makens död                             | Cirka 1209   |        |
| Kristin Sverresdotter           |                                                 | Filippus Simonsson   | ?                           | 1209              | 1209                                 | 1213                                               | 1213         |        |
| Margareta Skulesdotter          |                                                 | Håkon Håkonsson      | 1208                        | 25 maj 1225       | 25 maj 1225                          | 15, 16 eller 17 december 1263 makens död           | 1270         |        |
| Rikissa Birgersdotter           |                                                 | Håkon den unge       | Cirka 1237                  | Cirka 1251        | Cirka 1251                           | 30 april eller 5 maj 1257 makens död               | Cirka 1288   |        |
| Ingeborg Eriksdotter av Danmark |                                                 | Magnus Lagaböter     | Cirka 1244                  | 11 september 1261 | 11 september 1261                    | 9 maj 1280 makens död                              | Cirka 1287   |        |
| Margareta av Skottland          |                                                 | Erik Prästhatare     | 28 februari 1261            | Cirka 1281        | Cirka 1281                           | 9 april 1283                                       | 9 april 1283 |        |
| Isabel Bruce                    |                                                 | Erik Prästhatare     | Cirka 1272                  | Cirka 1293        | Cirka 1293                           | 15 juli 1299 makens död                            | 1358         |        |
| Eufemia                         |                                                 | Håkon Magnusson      | 1270                        | Våren 1299        | 1 november 1299 makens trontillträde | Maj 1312                                           | Maj 1312     |        |
| Namn                            | Bild                                            | Gift med             | Födelse                     | Giftermål         | Blev regentgemål                     | Upphörde att vara regentgemål                      | Död          | Källor |

## Bjälboätten
| Namn                                 | Bild | Gift med        | Födelse    | Giftermål                             | Blev regentgemål                      | Upphörde att vara regentgemål                       | Död             | Källor |
| ------------------------------------ | ---- | --------------- | ---------- | ------------------------------------- | ------------------------------------- | --------------------------------------------------- | --------------- | ------ |
| Blanka av Namur                      |      | Magnus Eriksson | 1320       | Oktober eller början av november 1335 | Oktober eller början av november 1335 | 18 november 1343 makens abdikation                  | 1363            |        |
| Margareta Valdemarsdotter av Danmark |      | Håkan Magnusson | Våren 1353 | 9 april 1363                          | 9 april 1363                          | Augusti eller 10 eller 11 september 1380 makens död | 28 oktober 1412 |        |
| Namn                                 | Bild | Gift med        | Födelse    | Giftermål                             | Blev regentgemål                      | Upphörde att vara regentgemål                       | Död             | Källor |

## Pfalzisk-neumarktska ätten
| Namn                   | Bild | Gift med            | Födelse     | Giftermål         | Blev regentgemål  | Upphörde att vara regentgemål | Död            | Källor |
| ---------------------- | ---- | ------------------- | ----------- | ----------------- | ----------------- | ----------------------------- | -------------- | ------ |
| Filippa av England     |      | Erik av Pommern     | 4 juni 1394 | 26 oktober 1406   | 26 oktober 1406   | 6 januari 1430                | 6 januari 1430 |        |
| Dorotea av Brandenburg |      | Kristofer av Bayern | 1430        | 10 september 1445 | 10 september 1445 | 6 januari 1448 makens död     |                |        |
| Namn                   | Bild | Gift med            | Födelse     | Giftermål         | Blev regentgemål  | Upphörde att vara regentgemål | Död            | Källor |

## Ätten Bonde
| Namn                 | Bild               | Gift med      | Födelse | Giftermål      | Blev regentgemål                     | Upphörde att vara regentgemål | Död              | Källor |
| -------------------- | ------------------ | ------------- | ------- | -------------- | ------------------------------------ | ----------------------------- | ---------------- | ------ |
| Katarina Karlsdotter | Katarinas gravsten | Karl Knutsson | 1418    | 5 oktober 1438 | 25 oktober 1449 makens trontillträde | 13 maj 1450 makens abdikation | 7 september 1450 |        |
| Namn                 | Bild               | Gift med      | Födelse | Giftermål      | Blev regentgemål                     | Upphörde att vara regentgemål | Död              | Källor |

## Oldenburgska ätten
| Namn                                       | Bild | Gift med     | Födelse          | Giftermål                                         | Blev regentgemål                                  | Upphörde att vara regentgemål | Död              | Källor |
| ------------------------------------------ | ---- | ------------ | ---------------- | ------------------------------------------------- | ------------------------------------------------- | --- | ---------------- | ------ |
| Dorotea av Brandenburg                     |      | Kristian I   |                  | 26 oktober 1449                                   | 26 oktober 1449                                   | 21 maj 1481 makens död | 10 november 1495 |        |
| Kristina av Sachsen                        |      | Hans         | 24 december 1461 | 6 september 1478                                  | 3 februari 1483 makens trontillträde              | 20 februari 1513 makens död | 8 december 1521  |        |
| Elisabet av Österrike                      |      | Kristian II  | 18 juli 1501     | 12 augusti 1515                                   | 12 augusti 1515                                   | 20 januari 1523 makens avsättning | 19 januari 1526  |        |
| Sofia av Pommern                           |      | Fredrik I    | 1498             | 9 oktober 1518                                    | 13 april 1523 makens trontillträde                | 10 april 1533 makens död | 13 maj 1568      |        |
| Dorothea av Sachsen-Lauenburg              |      | Kristian III | 9 juli 1511      | 29 oktober 1525                                   | 4 juli 1534 makens trontillträde                  | 1 januari 1559 makens död | 7 oktober 1571   |        |
| Sofia av Mecklenburg                       |      | Fredrik II   | 4 september 1557 | 20 juli 1572                                      | 20 juli 1572                                      | 4 april 1588 makens död | 14 oktober 1631  |        |
| Anna Katarina av Brandenburg               |      | Kristian IV  | 26 juli 1575     | 27 november 1597                                  | 27 november 1597                                  | 29 mars 1612 | 29 mars 1612     |        |
| Kirsten Munk                               |      | Kristian IV  | 6 juli 1598      | 1615 ej drottning då äktenskapet var morganatiskt | 1615 ej drottning då äktenskapet var morganatiskt | 1629 skilsmässa | 19 april 1658    |        |
| Sofia Amalia av Braunschweig-Lüneburg      |      | Fredrik III  | 24 mars 1628     | 1 oktober 1643                                    | 28 februari 1648 makens trontillträde             | 9 februari 1670 makens död | 20 februari 1685 |        |
| Charlotta Amalia av Hessen-Kassel          |      | Kristian V   | 27 april 1650    | 25 juni 1667                                      | 9 februari 1670 makens trontillträde              | 29 augusti 1699 makens död | 27 mars 1714     |        |
| Louise av Mecklenburg-Güstrow              |      | Fredrik IV   | 28 augusti 1667  | 5 december 1695                                   | 29 augusti 1699 makens trontillträde              | 15 mars 1721 | 15 mars 1721     |        |
| Anna Sophie Reventlow                      |      | Fredrik IV   | 16 april 1693    | 4 april 1721                                      | 4 april 1721                                      | 12 oktober 1730 makens död | 7 januari 1743   |        |
| Sofia Magdalena av Brandenburg-Kulmbach    |      | Kristian VI  | 28 november 1700 | 7 augusti 1721                                    | 12 oktober 1730 makens trontillträde              | 6 augusti 1746 makens död | 27 maj 1770      |        |
| Louise av Storbritannien                   |      | Fredrik V    | 7 december 1724  | 11 december 1743                                  | 6 augusti 1746 makens trontillträde               | 19 december 1751 | 19 december 1751 |        |
| Juliana Maria av Braunschweig-Wolfenbüttel |      | Fredrik V    | 4 september 1729 | 8 juli 1752                                       | 8 juli 1752                                       | 13 januari 1766 makens död | 10 oktober 1796  |        |
| Caroline Mathilde av Storbritannien        |      | Kristian VII | 11 juli 1751     | 8 november 1766                                   | 8 november 1766                                   | 16 januari 1772 fängslad för majestätsbrott tillsammans med Johann Friedrich Struensee 8 april 1772 äktenskapet upplöst av domstol 30 maj 1772 landsförvisad | 10 maj 1775      |        |
| Maria Sofia Fredrika av Hessen-Kassel      |      | Fredrik VI   | 28 oktober 1767  | 31 juli 1790                                      | 13 mars 1808 makens trontillträde                 | 14 januari 1814 makens avsättning | 22 mars 1852     |        |
| Namn                                       | Bild | Gift med     | Födelse          | Giftermål                                         | Blev regentgemål                                  | Upphörde att vara regentgemål | Död              | Källor |

## Holstein-Gottorpska ätten
| Namn                                          | Bild | Gift med | Födelse      | Giftermål   | Blev regentgemål                     | Upphörde att vara regentgemål | Död          | Källor |
| --------------------------------------------- | ---- | -------- | ------------ | ----------- | ------------------------------------ | ----------------------------- | ------------ | ------ |
| Hedvig Elisabet Charlotta av Holstein-Gottorp |      | Karl II  | 22 mars 1759 | 7 juli 1774 | 4 november 1814 makens trontillträde | 5 februari 1818 makens död    | 20 juni 1818 |        |
| Namn                                          | Bild | Gift med | Födelse      | Giftermål   | Blev regentgemål                     | Upphörde att vara regentgemål | Död          | Källor |

## Bernadotteska ätten
| Namn                     | Bild | Gift med       | Födelse         | Giftermål       | Blev regentgemål                       | Upphörde att vara regentgemål | Död              | Källor |
| ------------------------ | ---- | -------------- | --------------- | --------------- | -------------------------------------- | ----------------------------- | ---------------- | ------ |
| Desideria                |      | Karl III Johan | 8 november 1777 | 17 augusti 1798 | 5 februari 1818 makens trontillträde   | 8 mars 1844 makens död        | 17 december 1860 |        |
| Josefina av Leuchtenberg |      | Oscar I        | 14 mars 1807    | 19 juni 1823    | 8 mars 1844 makens trontillträde       | 8 juli 1859 makens död        | 7 juni 1876      |        |
| Lovisa av Nederländerna  |      | Karl IV        | 5 augusti 1828  | 19 juni 1850    | 8 juli 1859 makens trontillträde       | 30 mars 1871                  | 30 mars 1871     |        |
| Sofia av Nassau          |      | Oscar II       | 9 juli 1836     | 6 juni 1857     | 18 september 1872 makens trontillträde | 7 juni 1905 makens avsättning | 30 december 1913 |        |
| Namn                     | Bild | Gift med       | Födelse         | Giftermål       | Blev regentgemål                       | Upphörde att vara regentgemål | Död              | Källor |

## Glücksborgska ätten
| Namn                   | Bild | Gift med   | Födelse          | Giftermål       | Blev regentgemål                      | Upphörde att vara regentgemål | Död              | Källor |
| ---------------------- | ---- | ---------- | ---------------- | --------------- | ------------------------------------- | ----------------------------- | ---------------- | ------ |
| Maud av Storbritannien |      | Haakon VII | 26 november 1869 | 22 juli 1896    | 18 november 1905 makens trontillträde | 20 november 1938              | 20 november 1938 |        |
| Sonja Haraldsen        |      | Harald V   | 4 juli 1937      | 29 augusti 1968 | 17 januari 1991 makens trontillträde  |                               |                  |        |
| Namn                   | Bild | Gift med   | Födelse          | Giftermål       | Blev regentgemål                      | Upphörde att vara regentgemål | Död              | Källor |